# San Martino al Tagliamento
San Martino al Tagliamento (furlanisch San Martìn di Volesòn) ist eine Gemeinde in Nordost-Italien in der Region Friaul-Julisch Venetien. Sie liegt nördlich von Pordenone am Westufer des Tagliamento und hat 1475 Einwohner (Stand 31. Dezember 2023). Die Gemeinde liegt 71 Meter über dem Meer und umfasst ein Gemeindegebiet von 17,83 km². Pordenone liegt etwa 20 Kilometer südwestlich, Triest etwa 80 Kilometer südöstlich.
Die Gemeinde umfasst neben dem Hauptort San Martino al Tagliamento drei weitere Ortschaften und Weiher: Arzenutto, Postoncicco und Sant’Osvaldo. Die Nachbargemeinden sind Arzene, San Giorgio della Richinvelda, Sedegliano und Valvasone.

## Einzelnachweise

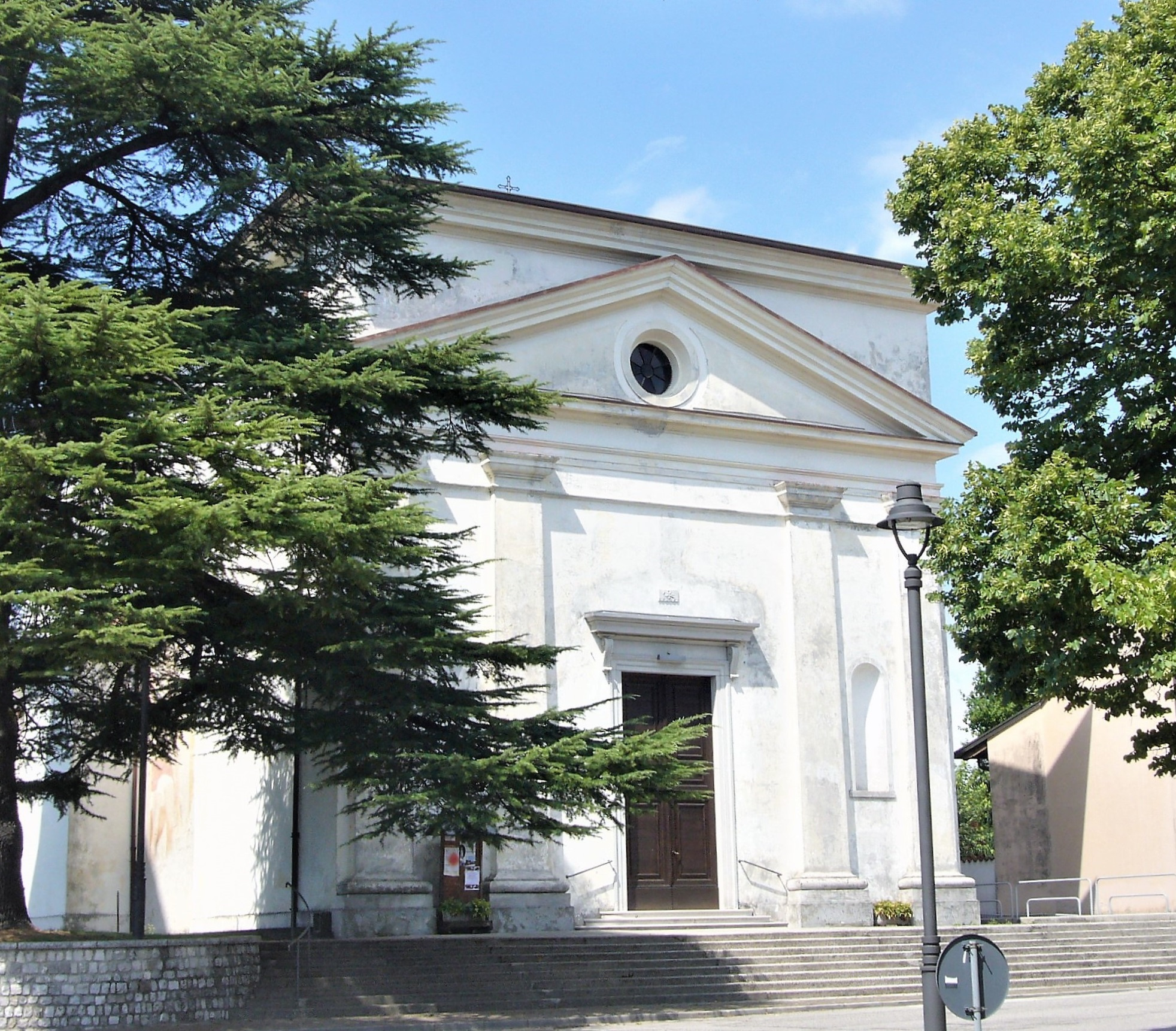
Pfarrkirche in St. Martino